# 小谷みどり
小谷 みどり（こたに みどり、1969年 - ）は、日本のライフスタイル思想家、終活コメンテーター、死生学研究者（博士 (人間科学)）。一般社団法人シニア生活文化研究所代表理事。専門は葬送、お墓、家族関係、ライフスタイル。配偶者の死別後の生活について没イチを提唱。没イチの会を主催。

## 略歴

### 学歴
1969年、大阪府に生まれる。奈良女子大学大学院修士課程修了。2009年、東洋英和女学院大学大学院博士後期課程修了、博士 (人間科学)。

### 職歴
修士修了後、ライフデザイン研究所（現、第一生命経済研究所ライフデザイン研究部）に入社。主任研究員を務める。2012年に配偶者に死別した遺族の集まり、没イチの会を主催。2019年に独立し、一般社団法人シニア生活文化研究所を豊洲に設立、代表理事となる。2023年、事務所を銀座に移転。
テレビ、ラジオ、雑誌で終活に関するコメントをするほか、身延山大学、武蔵野大学で客員教授、東北公益文科大学大学院で非常勤講師、立教セカンドステージ大学で講師を務める。
2024年12月より、坊主バーを借りて月2回、シニア食堂を私費で開催している。
没イチの会
配偶者と死別した人たちの集まり。基本的には本人が講師を務める立教セカンドステージ大学の公開講座の受講生のみを対象としている。

## 著作リスト

### 博士論文
- 「葬送儀礼や墓の変容における「わたしの死」概念の影響に関する研究」（東洋英和女学院大学、博士 (人間科学)、甲第7号、2009年）

### 単著
- 『お葬式のお値段』（PHP研究所、1998年）
- 『おとむらい新世紀』（東京新聞出版局、2000年）
- 『変わるお葬式、消えるお墓 - 高齢社会の手引き - 』（岩波書店、2000年→2006年）
- 『こんな風に逝きたい - ホスピスからお墓まで - 』（講談社、2003年）
- 『今から知っておきたいお葬式とお墓45のこと - 本当に自分らしい人生のエンディングを見つけるために - 』（家の光協会、2013年）
- 『だれが墓を守るのか - 多死・人口減少社会のなかで - 』（岩波ブックレット、2015年）
- 『ひとり終活 - 不安が消える万全の備え - 』（小学館新書、2016年）
- 『<ひとり死>時代のお葬式とお墓』（岩波新書、2017年）
- 『没イチ - パートナーを亡くしてからの生き方 - 』（新潮社、2018年）
- 『〈ひとり死〉時代の死生観 - 「一人称の死」とどう向き合うか - 』（朝日新聞社、2025年）

### 共著
- 『いざというときに困らないために今から考える実家じまい・墓じまい』（横尾将臣監修、弘中純一と、ナツメ社、2025年）

### 監修
- 『お墓どうしたら?事典 - あらゆる問題で悩んだら最初に読む本 - 』（つちや書店、2015年→2018年）

### 企画協力
- 『没イチ 1-3』（きらたかし著、講談社、2021年 - ）

### 論文
- CiNii>小谷みどり

### 連載
- 「世界弔い見聞録」【終活読本ソナエ】
- 「死を学ぶ理由」【朝日新聞】
- 「没イチ、カンボジアでパン屋はじめます！」新潮社【考える人】

## 科研費
- KAKEN>小谷みどり

## 出演
お盆・お彼岸・連休の時期にNHKのラジオ・TV、テレビ朝日のモーニングショーに終活コメンテーターとして出演することが多い。

### 発言録
「火葬して遺骨をそれぞれの墓に納め、墓参りする習慣が主流になったのは昭和に入ってから」
「Nらじセレクト」（NHKラジオ第一、2023年6月30日付）にて。

※水藤真によれば、平安末期には、複数の貴族によってそれぞれの先祖代々の墓参りをした形跡があるほか、詣り墓が存在するように、室町時代には庶民にも確実に見られた習慣であり、昭和からが主流というのは誤り。
「野菜とかもらえるし農家をやりながらサラリーマンの人もいるんだから寺は200万でしかたない」
「モーニングショー」（テレビ朝日系列、2023年9月25日付）にて。
※刑法223条未遂罪の恐れ
「庭に遺骨を撒いても違法にはならない」
「モーニングショー」（テレビ朝日系列、2023年9月25日付）にて。

※墓地、埋葬等に関する法律に違反する恐れ、売却時の告知義務必須の恐れ、売却価格大幅下落の恐れ

## インタビュー
- 「没イチも契機　誰かの「おせっかいおばさん」に　シニア生活文化研究所代表理事・小谷みどりさん」【産経新聞】2023年11月26日付
- 「ひとりで時間を自由に　ふたり分生きる　「没イチ会」小谷みどりさん」【朝日新聞】2024年8月11日付
- 「「困ったときに『助けて』と言えたら」　没イチ・バツイチが集う東京・四谷のシニア食堂が目指すもの」【AERA】2024年12月10日付